# Endinding
Endinding est un village de la commune d'Obala dans le département de la Lekié, dans la région du centre cameroun.
Ce nom désigne aussi l'ensemble du groupement des villages, dont le village Endinding est le chef-lieu.

## Histoire
En 1942, la chefferie d'Endinding est devenue une chefferie de premier degré, et Ndjomo Christophe, le chef supérieur des Etons. 

## Population
En 1965, le village Endinding compte 949 habitants, selon le recensement de 2005, il compte 1 702 habitants.

## Économie
L'agriculture est la principale activité du village.
Les jeunes de la localité s'investissent aussi dans la pisciculture avec près de 21 000 m2 d'étangs piscicoles.

## Enseignement
Endinding compte :
- une école publique maternelle et primaire ;
- un collège d'enseignement technique et commercial.

## personnalités liées à la commune
- André Marie Mbida[6], premier chef d'État du Cameroun autonome d’expression française.